# Dmitrij Musėrskij
Dmitrij Aleksandrovič Musėrskij (in russo Дмитрий Александрович Мусэрский?, in ucraino Дмитро Олександрович Мусерський?, Dmytro Oleksandrovyč Musers'kyj, noto anche come Dmitriy Muserskiy secondo la traslitterazione inglese; Makiïvka, 29 ottobre 1988) è un pallavolista ucraino naturalizzato russo, opposto dei Suntory Sunbirds..

## Carriera
La carriera di Dmitrij Musėrskij inizia a livello scolastico. A quattordici anni inizia la carriera professionistica col Volejbol'nyj Klub Jiridična Akademija, dove resta per tre anni. Nel 2005 viene ingaggiato dalla Volejbol'nyj Klub Lokomotiv Belogor'e 2, col quale gioca due stagioni nella Vysšaja Liga A. Nel 2006 prende parte al campionato europeo under 20 con la nazionale under 20 ucraina, dove si classifica al dodicesimo ed ultimo posto; al termine dell'anno ottiene la cittadinanza russa.
Nella stagione 2007-08 viene promosso in prima squadra dalla Volejbol'nyj Klub Lokomotiv Belogor'e e debutta in Superliga; la stagione successiva passa al Volejbol'nyj Klub Metallonivest, ma già nel dicembre 2008 torna alla Lokomotiv Belogor'e, con la quale vince la Coppa CEV. Nel 2010 debutta nella nazionale russa, con cui è finalista alla World League, dove riceve il premio di miglior muro. L'estate successiva vince prima la World League, dove riceve il premio di miglior servizio, e poi la Coppa del Mondo, che gli vale la qualificazione ai Giochi della XXX Olimpiade di Londra, dove vince la medaglia d'oro; decisivo nella finale risulta essere il suo spostamento nel ruolo di opposto, che produce un apporto di ben 31 punti.
Nella stagione 2012-13 vince sia la Coppa di Russia, ricevendo i premi di MVP e miglior servizio della competizione, che lo scudetto, ricevendo nuovamente il premio di miglior giocatore del torneo; nel 2013, con la nazionale, vince la medaglia d'oro sia alla World League che al campionato europeo, oltre a quella d'argento alla Grand Champions Cup, venendo premiato, nelle ultime due competizioni, anche come MVP. Nella stagione successiva vince la Supercoppa russa, la Coppa di Russia e la Champions League; con la nazionale conquista la medaglia d'oro alla Volleyball Nations League 2018.
Per l'annata 2018-19 è impegnato nel massimo campionato giapponese, ingaggiato dai Suntory Sunbirds: con la squadra nipponica partecipa al campionato mondiale per club 2023, ottenendo il premio come miglior opposto.

## Palmarès

### Club
- Campionato russo: 1

2012-13
- Coppa di Russia: 2

2012, 2013
- Supercoppa russa: 2

2013, 2014
- Champions League: 1

2013-14
- Coppa CEV: 1

2008-09

### Nazionale (competizioni minori)
- Memorial Hubert Wagner 2011
- Memorial Hubert Wagner 2013
- Memorial Hubert Wagner 2018

### Premi individuali
- 2010 - Coppa di Russia: Miglior muro
- 2010 - World League: Miglior muro
- 2011 - World League: Miglior servizio
- 2012 - Coppa di Russia: MVP
- 2012 - Coppa di Russia: Miglior servizio
- 2013 - Superliga russa: MVP
- 2013 - World League: Miglior centrale
- 2013 - Memorial Hubert Wagner: Miglior servizio
- 2013 - Campionato europeo: MVP
- 2013 - Grand Champions Cup: MVP
- 2014 - Champions League: Miglior muro
- 2014 - Coppa del Mondo per club: MVP
- 2018 - Volleyball Nations League: Miglior centrale
- 2019 - V.League Division 1: Miglior realizzatore
- 2019 - V.League Division 1: Miglior attaccante
- 2019 - V.League Division 1: Sestetto ideale
- 2019 - Torneo Kurowashiki: MVP
- 2019 - Torneo Kurowashiki: Sestetto ideale
- 2020 - V.League Division 1: Sestetto ideale
- 2021 - V.League Division 1: MVP della finale
- 2021 - V.League Division 1: Miglior servizio
- 2021 - V.League Division 1: Sestetto ideale
- 2022 - Campionato asiatico per club: Miglior opposto
- 2023 - V.League Division 1: Miglior spirito combattivo
- 2023 - V.League Division 1: Sestetto ideale
- 2023 - V.League Division 1: Premio fair play
- 2023 - Campionato mondiale per club: Miglior opposto
- 2024 - V.League Division 1: Sestetto ideale